# Mesotaenia doris
Mesotaenia doris is een vlinder uit de familie van de Simaethistidae. De wetenschappelijke naam van de soort is voor het eerst geldig gepubliceerd in 1861 door Felder.